# Dmitri Michailowitsch Karbyschew
Dmitri Michailowitsch Karbyschew (russisch Дмитрий Михайлович Карбышев, wiss. Transliteration Dmitrij Michajlovič Karbyšev; * 14. Oktoberjul. / 26. Oktober 1880greg. in Omsk, Russisches Kaiserreich; † 18. Februar 1945 im KZ Mauthausen) war ein russischer Offizier der Kaiserlich Russischen Armee, Generalleutnant der Roten Armee, Professor der Akademie des Generalstabs der RKKA und postum Held der Sowjetunion.

## Leben
Dmitri Karbyschew wurde als Sohn von Michail Iljitsch Karbyschew (1829–1892), einem adligen Militärbeamten, in Omsk geboren.

### Russisch-Japanischer Krieg
Im Russisch-Japanischen Krieg diente Karbyschew im Rang eines Porutschik und nahm an der Schlacht bei Mukden teil, einer der größten Landschlachten, die vor dem Ersten Weltkrieg stattfanden (mit über 600.000 teilnehmenden Soldaten).
1906 quittierte Karbyschew den Dienst in der Armee und lebte in Wladiwostok, kehrte aber 1908 nach Sankt Petersburg und in die Armee zurück. 1911 wurde der inzwischen zum Stabskapitän beförderte Karbyschew nach Brest-Litowsk versetzt, wo er am Ausbau der Befestigungsanlagen der Brester Festung beteiligt war.

### Erster Weltkrieg
Im Ersten Weltkrieg diente Karbyschew in der 8. Armee von General Brussilow und nahm an der Belagerung von Przemyśl teil. Für seine Tapferkeit wurde er mit dem Orden der Heiligen Anna ausgezeichnet und zum Oberstleutnant befördert. 1916 nahm Karbyschew an der Brussilow-Offensive teil.

### Russischer Bürgerkrieg
Im Dezember 1917 trat Karbyschew in Mogiljow-Podolskij in die Rote Garde und 1918 in die Rote Armee ein, in deren Reihen er im Russischen Bürgerkrieg kämpfte.
Nach dem Bürgerkrieg lehrte Karbyschew ab 1926 an der Frunse-Militärakademie in Moskau. Ab 1938 war Karbyschew Professor der Akademie des Generalstabs der RKKA. 1940 wurde er zum Generalleutnant der Ingenieurstruppen befördert.

### Winterkrieg
Karbyschew nahm 1939/1940 am Winterkrieg zwischen Finnland und der Sowjetunion teil und war am Durchbruch der Mannerheim-Linie beteiligt.

### Zweiter Weltkrieg

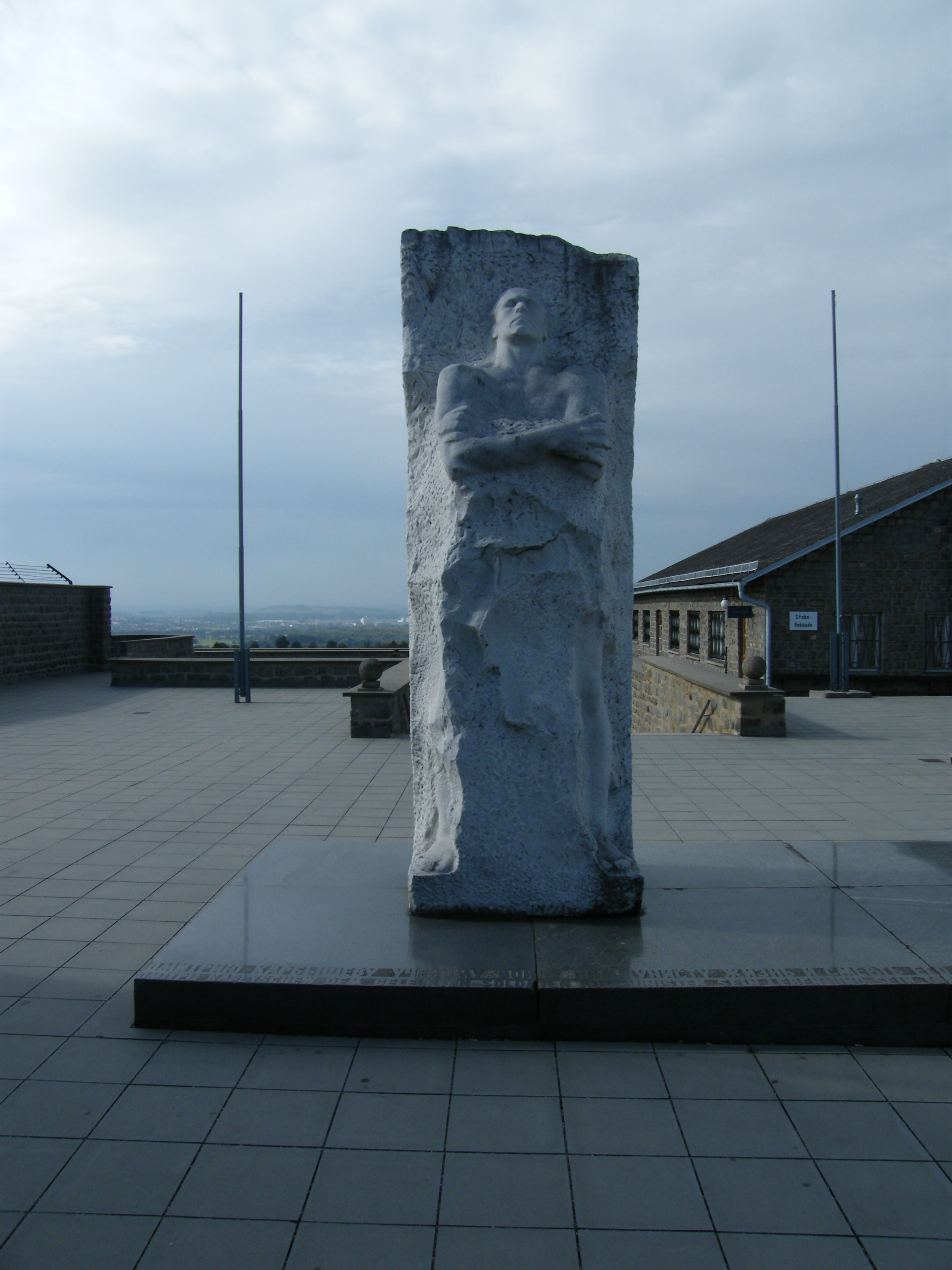
Karbyschew-Denkmal des Bildhauers Wladimir Jefimowitsch Zigal im KZ Mauthausen

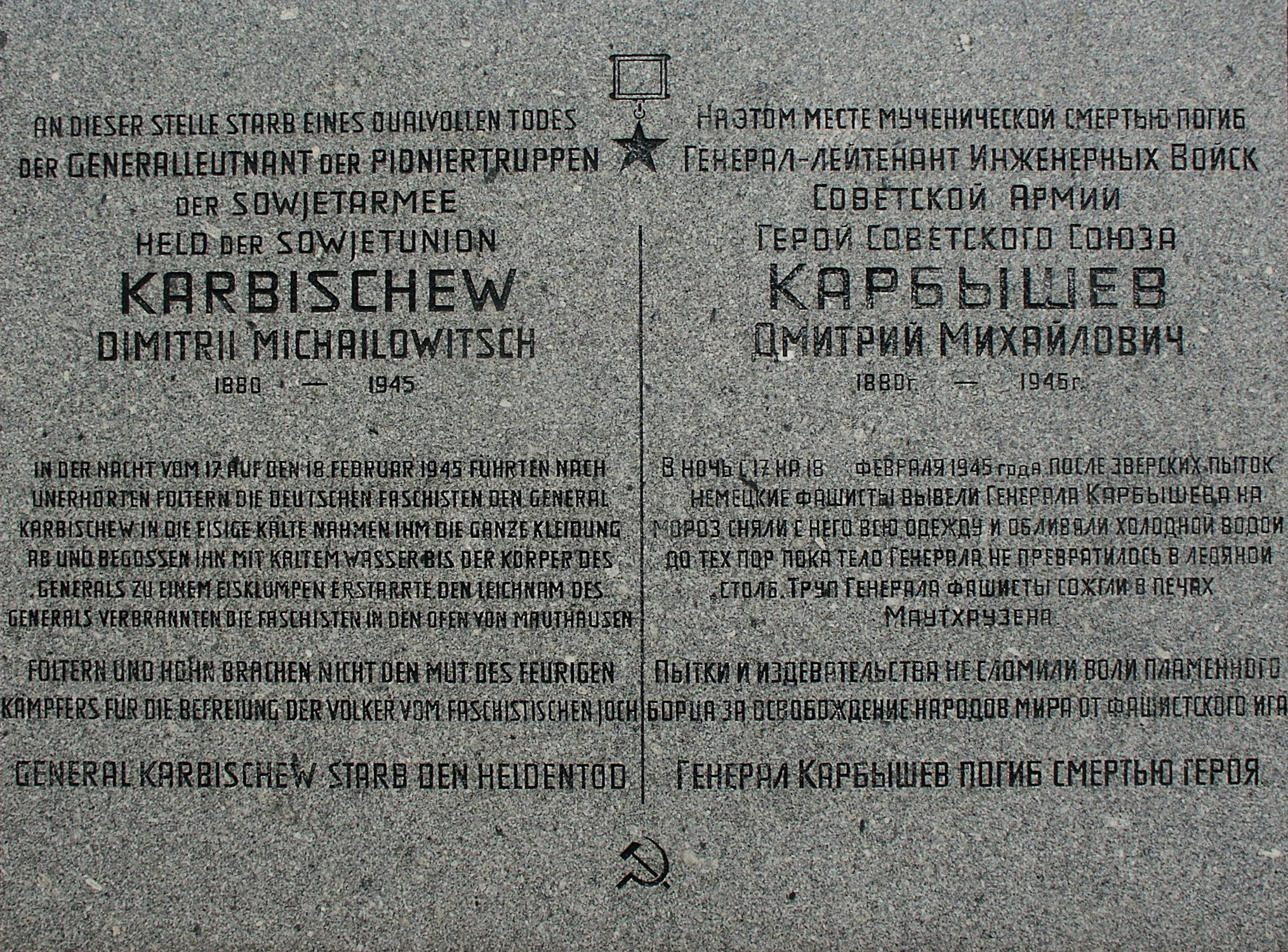
Gedenktafel im KZ Mauthausen mit Schilderung der Todesumstände Karbyschews

Zu Beginn des Deutsch-Sowjetischen Krieges diente Karbyschew im Stab der 3. Armee in Grodno. Zwei Tage nach Kriegsausbruch wechselte Karbyschew in die 10. Armee, die von der Wehrmacht ab 27. Juni 1941 eingekesselt wurde. Am 8. August versuchte Karbyschew aus dem Kessel auszubrechen. Bei einer Explosion verlor er das Bewusstsein und wurde von den Deutschen gefangen genommen.
Karbyschew wurde in verschiedenen Konzentrationslagern festgehalten, u. a. im Lager Hammelburg, KZ Flossenbürg, KZ Majdanek, KZ Auschwitz, KZ Sachsenhausen und KZ Mauthausen. Deutsche Generäle boten Karbyschew mehrmals an, mit der Wehrmacht zusammenzuarbeiten, sie hofften, er würde die Führung der Russischen Befreiungsarmee übernehmen. Karbyschew lehnte jedes Mal ab. Er wurde am 18. Februar 1945 im KZ Mauthausen zu Tode gefoltert, sein Leichnam wurde dort verbrannt. Am Ort von Karbyschews Tod erinnert eine Tafel mit der Schilderung seiner Todesumstände an ihn. Vor dem Haupteingang der Gedenkstätte Mauthausen befindet sich ein weiteres Mahnmal zu Ehren  Karbyschews, gearbeitet vom Bildhauer Wladimir Jefimowitsch Zigal.

## Familie
- Vater: Michail Iljitsch Karbyschew (1829–1892)[2]
- Erste Ehefrau: Alissa Karlowna Trojanowitsch (1874–1913)
- Zweite Ehefrau: Lidija Wassiljewna Opazkaja (1891–1976)
  - Tochter: Jelena (1919–2006)
  - Tochter: Tatjana (1926–2003)
  - Sohn: Alexej (1929–1988)

## Auszeichnungen

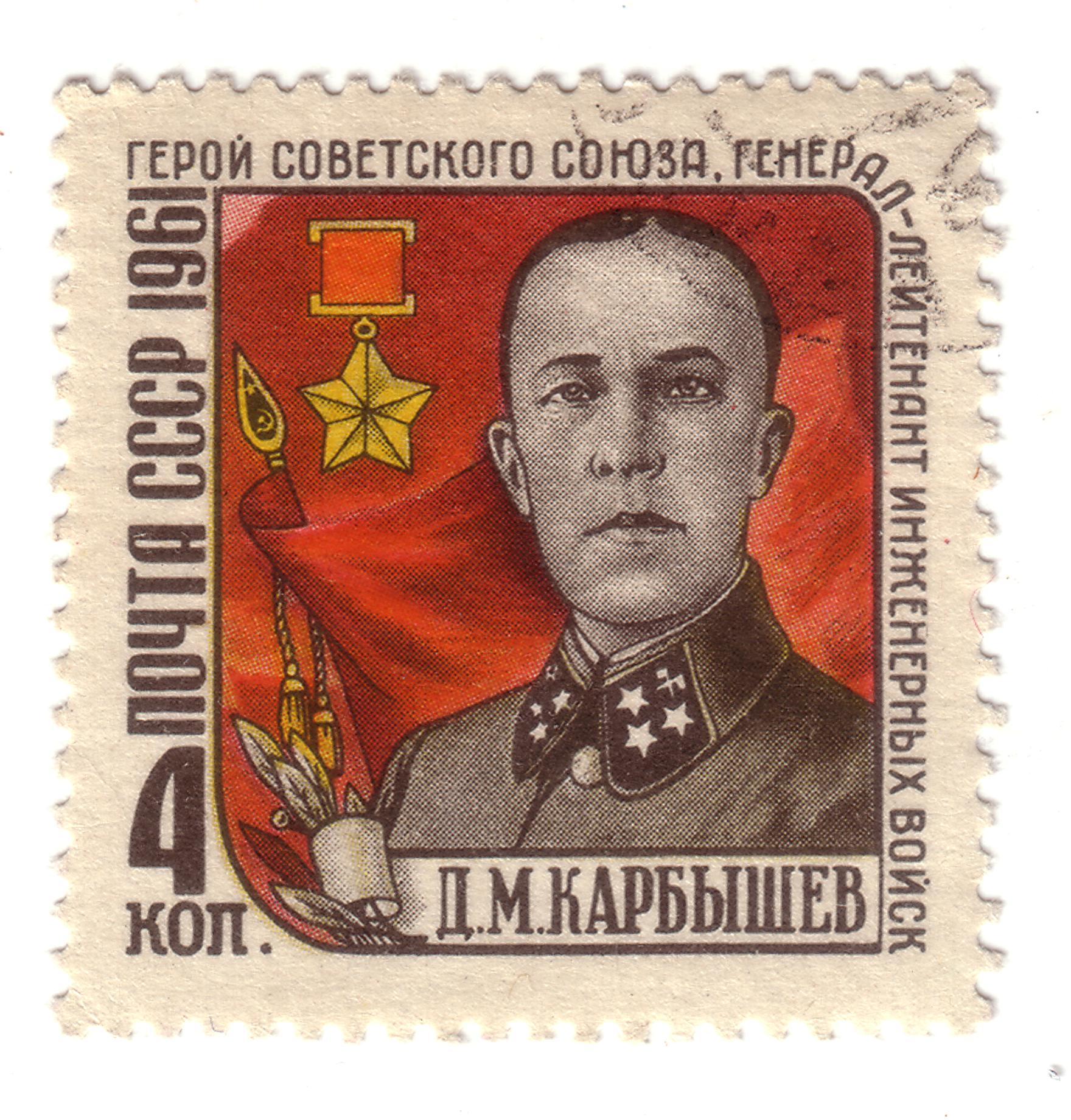
Sowjetische Briefmarke von 1961 zu Ehren Karbyschews

Russisches Kaiserreich
- Orden des Heiligen Wladimir IV. Klasse (1904)
- Russischer Orden der Heiligen Anna II. Klasse (1915)
- Orden des heiligen Stanislaus II. Klasse (1905)
- Russischer Orden der Heiligen Anna III. Klasse (1905)
- Orden des heiligen Stanislaus III. Klasse (1904)
- Russischer Orden der Heiligen Anna IV. Klasse (1905)

Sowjetunion
- Held der Sowjetunion (1946)
- Leninorden (1946)
- Rotbannerorden (1940)
- Orden des Roten Sterns (1938)
- Jubiläumsmedaille „XX Jahre Rote Arbeiter-und-Bauern-Armee“ (1938)

## Ehrungen
Der Asteroid (1959) Karbyshev des Hauptgürtels, der am 14. Juli 1972 von der Astronomin Ljudmyla Schurawlowa am Krim-Observatorium in Nautschnyj entdeckt wurde, wurde nach Karbyschew benannt.